# 227 Philosophia
227 Philosophia este un asteroid din centura principală, descoperit pe 12 august 1882, de Paul Henry.